# Statistiker
En statistiker er en person, der er uddannet i eller arbejder med statistik. Professionen eksisterer både i den private og den offentlige sektor.
| Job | Spire Denne artikel om et job eller en stillingsbetegnelse er en spire som bør udbygges. Du er velkommen til at hjælpe Wikipedia ved at udvide den. |